# Bibliographie d'histoire et de théorie de l'art
Cet article présente une bibliographie d'histoire de l'art et de théorie de l'art.

## Ouvrages généraux

### Ouvrage fondateurs
- Élie Faure, Histoire de l'art, 5 volumes illustrés (1919-1921)

### Histoire de la discipline
- Hermann Bauer, dir. de Probleme der Kunstwissenschaft (1963-1966), Kunsthistorik, Eine kritische Einführung in das Studium der Kunstgeschichte (1976)
- Germain Bazin (1901-1990), Histoire de l'histoire de l'art : de Vasari à nos jours (1986)

### Méthodologie générale
- Laurie Adams (1941), The methodologies of art (1996)
- Werner Busch (1944), Kunsttheorie und Kunstgeschichte des 19. Jahrhunderts in Deutschland, 1. Kunsttheorie und Malerei, Kunstwissenschaft (1982)
- Hans-Berthold Busse, Kunst und Wissenschaft, Untersuchungen zur Ästhetik und Methodik der Kunstgeschichtswissenschaft bei Riegl, Wölfflin und Dvorak (1981)
- Marc Bayard, (dir.) L'histoire de l'art et le comparatisme. Les horizons du détour (2007)

### Dictionnaires
- James S. Ackerman (1919), avec Rhys Carpenter (1889-1980), Art and archaeology (1963)
- Robert Atkins, Petit lexique de l'art contemporain (Art speak : a guide contemporary ideas, movements and buzzwords) (1990)
- Emmanuel Bénézit (1854-1920), Dictionnaire critique et documentaire des peintres, sculpteurs, dessinateurs et graveurs de tous les temps et de tous les pays par un groupe d'écrivains spécialistes français et étrangers (1911-1923, nouv éd. 1999)

## Ouvrages par époque, culture ou mouvement

### Préhistoire
- Sophie Archambault de Beaune, Les hommes au temps de Lascaux, 40000-10000 avant J.-C. (1995)

### Antiquité
- Luc Baray, dir. de Archéologie des pratiques funéraires : approches critiques (2001-2004)
- Jacques Briard (1933), Les mégalithes de l'Europe atlantique : architecture et art funéraire : 5000 à 2000 ans avant J.-C. (1995)
- Ranuccio Bianchi Bandinelli (1900-1975), Rome : le centre du pouvoir, l'art romain des origines à la fin du deuxième siècle (Roma : l'arte romana nel centro del potere) (1969)

### Moyen Âge
- Jurgis Baltrusaitis (1903-1988), Le Moyen âge fantastique : antiquités et exotismes dans l'art gothique (1955)
- Xavier Barral i Altet, avec Danielle Gaborit-Chopin, François Avril, Le Temps des croisades (1982), dir. de Artistes, artisans et production artistique au Moyen Age (1986-1990)
- Hans Belting: L'image et son public au Moyen âge  G. Monfort 1998  (ISBN 2-85226-526-5),  Image et culte : une histoire de l'image avant l'époque de l'art, 1998, repr. 2007  (ISBN 2-204-08350-X).

### Renaissance
- Leone Battista Alberti (1404-1472), De statua (1434), L'Art d'édifier (De re aedificatoria) (1492)
- Filippo Baldinucci (1624-1696/1697)
- Michael Baxandall (1933), L’Œil du Quattrocento : l'usage de la peinture dans l'Italie de la Renaissance (Painting and experience in fifteenth century Italy, a primer in the social history of pictorial style) (1972), Formes de l'intention : sur l'explication historique des tableaux (Patterns of intention : on the historical explanation of pictures), Ombres et lumières (Shadows and Enlightenment) (1995)
- Marcel Brion (1895-1984), Léonard de Vinci (1995), Michel-Ange (1995)
- Anthony Blunt (1907-1983), La Théorie des arts en Italie de 1450 à 1600 (Artistic theory in Italy) (1940), Art et architecture en France, 1500-1700 (Art and Architecture in France, 1500-1700) (1953) et Some Uses and Misuses of the Term Baroque and Rococo as applied to Architecture (1973)

### Classique
- Arnauld Brejon de Lavergnée, L'inventaire Le Brun de 1683. La collection de tableaux de Louis XIV (1987)
- Svetlana Alpers (c. 1940), L'Art de dépeindre. La peinture hollandaise au XVIIe siècle (The Art of Describing : Dutch art in the seventeenth century) (1983), L'atelier de Rembrandt : la liberté, la peinture et l'argent (Rembrandt's Enterprise : The Studio and the Market) (1988)
- Frederick Antal (1887-1954), Classicism and romanticism with other studies in art history (Klassizismus, Romantik und Realismus in der französisschen Malerei von der Mitte des XVIII. Jahrhunderts bis zum auftreten Géricault) (1914, éd. anglaise partielle en 1966), Florence et ses peintres : la peinture florentine et son environnement social, 1300-1450 (Florentine painting and its social background : the bourgeois Republic before Cosimo de'Medici's Advent to power, XIV and early XV centuries) (1947)
- Jean Chatelus, Peindre à Paris au XVIIIe siècle (1991)

### XIXesiècle
- Marcel Brion (1895-1984), La Peinture romantique (1967),
- Jean-Paul Bouillon (1941), Journal de l'Art nouveau, 1870-1914 (1985), avec Nicole Dubreuil-Blondin, Antoinette Ehrard, La Promenade du critique influent : anthologie de la critique d'art en France 1850-1900 (1990)
- Françoise Cachin (1936), dir. de L'Art du XIXe siècle, 1850-1905 (1990)
- Pierre-Georges Castex (1915-1995), La Critique d'art en France au XIXe siècle. I, Baudelaire (1957-1969)

### Moderne
- Guillaume Apollinaire (1880-1918), Méditations esthétiques. Les Peintres cubistes (1913) et Chroniques d'arts (1902-1918)
- David Britt (1939), dir. de L'art moderne : de l'impressionnisme au post-modernisme (Modern art : Impressionism to Post-Modernism) (1989)
- Florence de Mèredieu, Histoire matérielle et immatérielle de l'art moderne et contemporain, Paris, Bordas, 1994. Nouvelles éditions augmentées, Paris, Larousse 2004-2008.

### Art contemporain
- Paul Ardenne, Art, l'âge contemporain : une histoire des arts plastiques à la fin du XXe siècle (1997)
- Terry Barrett (1945), Criticizing art : understanding the contemporary (1994)
- Joseph Beuys (1921-1986), Qu’est-ce que l’art ? (Was ist Kunst ? Werkstattgespräch mit Beuys) (1986)
- Rainer K. Wick, Wolf Vostell Sociologie, Bonn, 1969.
- Maïten Bouisset, Arte povera (1994)
- Laurence Bertrand Dorléac, L'art de la défaite : 1940-1944 (1993), dir. avec Laurent Gervereau, Serge Guilbaut et al. de Où va l'histoire de l'art contemporain ? (1995-1997)
- Florence de Mèredieu, Histoire matérielle et immatérielle de l'art moderne et contemporain, Paris, Bordas, 1994. Nouvelles éditions augmentées, Paris, Larousse, 2004-2008.

## Civilisations

### Afrique
- Ezio Bassani (1924), dir. de Le grand héritage : sculptures de l'Afrique Noire (1992)

### Monde arabo-musulman
- Souâd Ayada, Avicenne (2002), L’islam, religion esthétique [article] (2004)

### Asie
- Laurence Binyon (1869-1943), Introduction à la peinture de la Chine et du Japon (1911)
- François Cheng (1929), Vide et plein : le langage pictural chinois (1979), Souffle-esprit : textes théoriques chinois sur l'art pictural (1989)
- Robert van Gulik (1910-1967), Chinese pictorial art as viewed by the connoisseur : notes on the means and methods of traditional Chinese connoisseurship of pictorial art, based upon a study of the art of mounting scrolls in China and Japan (1958)
- Louis Gonse (1846-1921), L’art japonais  (1883)

## Ouvrage par objet (médium)

### Architecture
Desmoulins Christine, "Bernard Zehrfuss", (Editions du Patrimoine, In Folio), 2008

### Peinture
- Philippe Ball (1962), Histoire vivante des couleurs : 5000 ans de peinture racontée par les pigments (Bright earth : art and the invention of color) (2001)
- Michel Butor (1926), Les mots dans la peinture (1969)

### Photographie
- Roland Barthes (1915-1980), Rhétorique de l'image (1964), S/Z (1970), La chambre claire : Note sur la photographie (1980), Essais critiques. III, L'obvie et l'obtus (éd. 1982)

## Théorie

### Iconologie
- Daniel Arasse (1944-2003), Le Détail. Pour une histoire rapprochée de la peinture (1992), On n’y voit rien. Descriptions (2000)
- Norbert-Bertrand Barbe (1968-), Iconologia (2001), Essais d'iconologie filmique (2002), Iconologiae (2006)
- Françoise Bardon (1925-2005), Le concert champêtre (1995-1996), Petit traité de picturologie (2000)

### Critique artistique
- Oskar Bätschmann (1943), Einführung in die kunstgeschichtlliche Hermeneutik (1984)

Gallica
- Charles Baudelaire (1821-1867), Le Peintre de la vie moderne (1863)
- Joseph-Marc Bailbé, dir. de La Critique artistique : un genre littéraire (1983)
- Honoré de Balzac (1799-1850), Le Chef-d'œuvre inconnu (1831), La Fille aux yeux d'or (1835)
- Jean Bessière (1943), Quel statut pour la littérature ? (2001)

## Sciences sociales
- Howard Becker (1928), Les mondes de l'art (Art worlds) (1982)
- Hans Belting (1935) L'histoire de l'art est-elle finie ? (Ende des Kunstgeschichte) (1983), Das Ende der Kunstgeschichte : eine Revision nach zehn Jahren (1995), Pour une anthropologie des images (Bild-Anthropologie : Entwürfe für eine Bildwissenschaft) (2001), et éd. avec Heinrich Dilly, Wolfgang Kemp, Willibald Sauerländer, Martin Warnke, Kunstgeschichte : eine Einführung (1986)
- Pierre Bourdieu (1930-2002), avec Luc Boltanski (1940), Robert Castel (1933), Un art moyen : essai sur les usages sociaux de la photographie (1965), avec Alain Darbel L'Amour de l'art. Les musées et leur public (1966), La Distinction. Critique sociale du jugement (1979) et Les Règles de l'art. Genèse et structure du champ littéraire (1992)
- Franz Boas (1858-1942), Primitive art (1927)
- Raymond Court, Le Musical : essai sur les fondements anthropologiques de l'art (1976)
- Denys Cuche, La notion de culture dans les sciences sociales (1996)

### Sémiologie
- Roland Barthes (1915-1980), Rhétorique de l'image (1964), S/Z (1970), La chambre claire : Note sur la photographie (1980), Essais critiques. III, L'obvie et l'obtus (éd. 1982)
- Jean Baudrillard (1929-2007), Le système des objets (1968), Illusion/désillusion esthétique et Le complot de l'art (1996)

### Psychologie
- Walter Abell, The Collective dream in art : a psycho-historical theory of culture based on relations between the arts, psychology and the social sciences (1957)
- Alain (1868-1951), Système des Beaux-Arts (1920), Vingt leçons sur les Beaux-Arts (1931)
- Rudolf Arnheim (1904)'Art and Visual Perception : A Psychology of the Creative Eye (1954), La pensée visuelle (Visual thinking) (1969)
- Sigmund Freud (1856-1939) Un souvenir d'enfance de Léonard de Vinci (Eine Kindheitserinnerung des Leonardo da Vinci) (1910) et Le Moïse de Michel-Ange (Der Moses des Michelangelo) (1914)
- Jacques Lacan, Le Stade du miroir comme formateur de la fonction du Je dans Écrits 1 (1966)
- Anton Ehrenzweig (1908-1966), L'Ordre caché de l'art : essai sur la psychologie de l'imagination artistique (The Hidden Order of Art) (1961)
- Ernst Gombrich (1909-2001), Histoire de l'art (The Story of Art) (1950), Das Atlantisbuch der Kunst : Eine Enzyklopädie der bildenden Künste (1952 et 1992), Psycho-analysis and the History of Art (1954), L'art et l'illusion, psychologie de la représentation picturale (Art and Illusion) (1959), Ideal and Idols : Essays on Values in History of Art (1978) et Kunst und Fortschritt, Wirkung und Wandlung einer Idee (1979), L'Écologie des images (varia, éd. 1983)
- René Huyghe (1906-1997), L'Univers de Watteau (1950), Dialogue avec le visible (1955), L'Art et l'Âme (1960), Les Puissances de l'image : bilan d'une psychologie de l'art (1965)
- Ernst Kris (1900-1957), Psychanalyse de l'art (Psychoanalytic explorations in art) (1952)

## Bibliographies externes
- L'art pour comprendre le monde, Montpellier, DDLL, 2006.
- Références pour une première culture artistique, Nantes, CRDP, septembre 2006.
- La catégorie Arts-généralités des Guides des sources d'information du CNDP.